# Macropoliana scheveni
Macropoliana scheveni är en fjärilsart som beskrevs av Robert H. Carcasson 1972. Macropoliana scheveni ingår i släktet Macropoliana och familjen svärmare. Inga underarter finns listade i Catalogue of Life.